# Sergio Maggini
Sergio Maggini (Seano, 14 febbraio 1920 – Quarrata, 5 aprile 2021) è stato un ciclista su strada italiano.
Professionista dal 1945 al 1951, vinse diverse classiche italiane e una tappa al Giro d'Italia 1949.

## Carriera
Tra i dilettanti vinse, nel 1944, la Coppa Italica. Passato professionista nel 1945, corse per la Benotto, la Wilier Triestina, la Lygie, la Taurea-Pirelli e l'Atala, distinguendosi come passista veloce; corse per alcuni anni insieme al fratello minore Luciano.
Le sue vittorie da professionista furono la Coppa Bernocchi 1945, il Giro del Piemonte 1946, il Trofeo Baracchi 1947, il Gran Premio Industria e Commercio di Prato 1947, la Milano-Torino 1948 e la tappa di Messina al Giro d'Italia 1949. Fu anche terzo alla Milano-Sanremo 1947.
È morto a Catena di Quarrata nell'aprile 2021, a 101 anni di età.

## Palmarès
- 1940 (dilettanti)

Coppa Federico Guglielmo Florio
Circuito del Diciannovesimo - Mastromarco
- 1944 (dilettanti)

Coppa Città di Voghera
Coppa Italica
- 1945 (Benotto, una vittoria)

Coppa Bernocchi
- 1946 (Benotto, una vittoria)

Giro del Piemonte
- 1947 (Benotto, due vittorie)

Trofeo Baracchi
Gran Premio Industria e Commercio di Prato
- 1948 (Wilier, una vittoria)

Milano-Torino
- 1949 (Atala, una vittoria)

2ª tappa Giro d'Italia (Catania > Messina)

## Piazzamenti

### Grandi Giri
- Giro d'Italia

1946: ritirato
1949: ritirato

### Classiche monumento
- Milano-Sanremo

1946: 22º
1947: 3º
1948: 6º
1949: 29º
1950: 56º
1951: 7º
- Parigi-Roubaix

1951: 56º
- Giro di Lombardia

1948: 19º
1950: 33º